# شوشبيات
شوشبيات أو الرمحيات أو فصيلة لونجييدي (الاسم العلمي: Lonchaeidae)، هي فصيلة حشرات من ذوات الجناحين، تضم نحو 500 نوعًا ضمن 9 أجناس جميعها صغيرة القد، طولها يراوح من 2 إلى 6 مم. أثوابها مختلفة الالوان يغلب فيها الأزرق والأخضر. معظمها من الحشرات الناثلة الخاشبة. يرقاتها تعيش على المواد العضوية في الثمار الناضجة وفي الزبل وتحت لحاء الاشجار. توجد في كافة أنحاء العالم باستثناء المناطق القطبية ونيوزيلندا.